# Liste der Kulturdenkmale in Lichtenau (Sachsen)

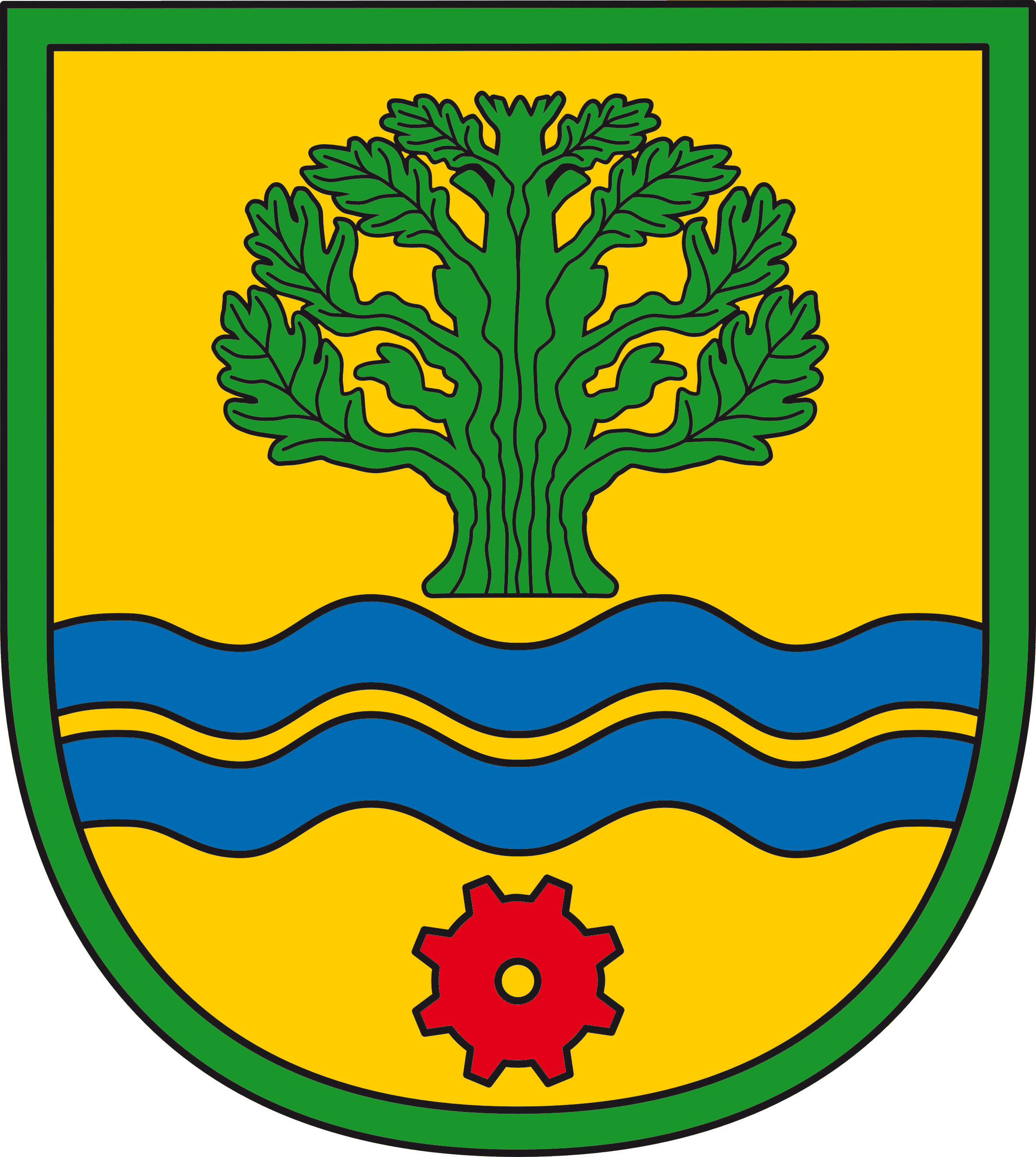
Wappen von Lichtenau

In der Liste der Kulturdenkmale in Lichtenau sind die Kulturdenkmale der sächsischen Gemeinde Lichtenau verzeichnet, die bis September 2024 vom Landesamt für Denkmalpflege Sachsen erfasst wurden (ohne archäologische Kulturdenkmale). Die Anmerkungen sind zu beachten.
Diese Aufzählung ist eine Teilmenge der Liste der Kulturdenkmale im Landkreis Mittelsachsen.

## Auerswalde
| Bild                                    | Bezeichnung | Lage                                             | Datierung | Beschreibung | ID       |
| --------------------------------------- | --- | ------------------------------------------------ | --- | --- | -------- |
| Weitere Bilder                          | Zwei Eisenbahnbrücken über die Chemnitz sowie Eisenbahntunnel | (Flurstücke 760, 761, 1016, 269) (Karte)         | 1900–1901 | Das Landschaftsbild prägende, langgestreckte Eisenbahnbrücken sowie zeittypischer Eisenbahntunnel der Bahnstrecke Wechselburg–Küchwald (6633; sä. WbC; Chemnitztalbahn; Sandbahn) von regionalhistorischer, technikgeschichtlicher sowie verkehrshistorischer Bedeutung, aufgrund der bemerkenswerten Kombination unterschiedlicher Konstruktionsweisen aus dem Stein- und Eisenbrückenbau in zwei Brückenbauwerken von großem wissenschaftlich-dokumentarischen Wert. Zwischen Wittgensdorf und Auerswalde umrundet der Chemnitzfluss einen Felsen (am Schusterstein) in einer 180-Grad-Kurve, die Eisenbahnstrecke kürzte hier mittels eines Tunnels ab, musste dafür allerdings zweimal den Fluss mittels ingenieurtechnisch imposanter Brückenbauwerke überqueren: - Nördliche Eisenbahnbrücke bei Streckenkilometer 16,982: Lage auch Gemeinde Taura, Ortsteil Köthensdorf-Reitzenhain, Flurstücke 269, erbaut 1900/1901, 77,75 m lang, 6,2 m hoch, 4,2 m breit, besteht aus vier unterschiedlich konstruierten Stahlträgern (drei genietete Vollwandträger aus Stahl sowie ein genieteter Fachwerkkastenträger aus Stahl) mit oben liegender Fahrbahn, die jeweils auf gemauerten Sandsteinpfeilern ruhen, die breite Öffnung über den Chemnitzfluss wird von dem mächtigen Fachwerkkastenträger überspannt, der gleichzeitig als Auflager für die sich beidseitig anschließenden Vollwandträgerbrückensegmente dient, die Vollwandträger überspannen die jeweils angrenzende Flussaue und dienen als Flutbrücken - Südliche Eisenbahnbrücke bei Streckenkilometer 17,217: erbaut 1900/1901, kombinierte Brücke, besteht aus zwei aufeinanderfolgenden eingleisigen Brückenbauwerken mit oben liegender Fahrbahn – eine Stahlträgerkonstruktion über den Fluss sowie eine Flutbrücke aus gemauerten Steinbögen über die Flussaue: - Flussbrücke: genietete Vollwandträgerbrücke aus Stahl über zwei Öffnungen (Länge 35,5 m, Höhe 5,5 m, Breite 1,8 m), dabei Höhe der eingesetzten Vollwandträger von der Größe der überspannten Öffnung abhängig – höhere Träger über die Chemnitz, schmalere Träger über Wiese bzw. Weg, Widerlager aus Sandstein gemauert (höhere Träger dienen am Mittelpfeiler zugleich als Auflager für die schmaleren Träger) - Flutbrücke: sandsteingemauerten Steinbogenbrücke mit drei Flutöffnungen (Länge 30,15 m, Breite 4 m), Eisenbahntunnel Streckenkilometer 17,116: erbaut 1900/1901, ca. 125 m lange Röhre mit gemauerten Eingangsportalen | 09302224 |
| Weitere Bilder                          | St. Ursula-Kirche und Kirchhof Auerswalde (Sachgesamtheit) | Am Kirchberg (Karte)                             | Spätes 12. Jahrhundert | Sachgesamtheit St. Ursula-Kirche und Kirchhof Auerswalde, mit folgenden Einzeldenkmalen: Kirche mit Ausstattung, Kirchhofsmauer sowie auf dem Kirchhof 10 Soldatengräber für Gefallene des Ersten und Zweiten Weltkrieges, Grabmale und Erbbegräbnisse für Anna und Gottlob Richter, Magister Christian Gottlob Heinrich, Augusta und Johann Helbigs, Familie Mosig, zwei namenlose historische Grabmale und eine Einfriedung eines nicht mehr erhaltenen Erbbegräbnisses (siehe 09232539) dazu Kirchhof (Gartendenkmal); gut erhaltene Anlage von großer ortsgeschichtlicher Bedeutung. - Friedhofsanlage: gewachsene Anlage, entlang der Nordwest- und Südwestmauer in gleichmäßigen Abständen gepflanzte Linden (elf Linden – gepflanzt vor 1930), im Eingangsbereich Koniferen und Rhododendren, weiterhin zwei Kastanien – vermutlich zum gleichen Zeitpunkt wie die Linden gepflanzt, umlaufender Weg um die Kirche - Anmerkung: die Friedhofserweiterung gehört nicht zur Sachgesamtheit | 09302354 |
| Weitere Bilder                          | Kirche mit Ausstattung und Kirchhofsmauer sowie auf dem Kirchhof 10 Soldatengräber für Gefallene des Ersten und Zweiten Weltkrieges, Grabmale und Erbbegräbnisse für Anna und Gottlob Richter, Magister Christian Gottlob Heinrich, Augusta und Johann Helbigs, Familie Mosig, zwei namenlose historische Grabmale und eine Einfriedung eines nicht mehr erhaltenen Erbbegräbnisses (Einzeldenkmale der Sachgesamtheit 09302354) | Am Kirchberg (Karte)                             | Spätes 12. Jahrhundert (Kirche); 1503 (Altar); um 1620 (Grabdenkmal von Schönburg); 1707/1766 (Grabdenkmäler von Pastoren); 1884 (Taufe) | Einzeldenkmale der Sachgesamtheit St.-Ursula-Kirche und Kirchhof Auerswalde; baugeschichtlich, ortsbildprägend und ortsgeschichtlich von Bedeutung. - Kirche: romanischer Chor und Apsis, Satteldach mit Dachreiter, drei Glocken 15. und 17. Jahrhundert, Gruftdeckplatte 13. Jahrhundert, Epitaph 1620, Barockgrabsteine, zweiflügeliger Schnitzaltar, Schreininnenseiten mit elf Figuren, Flügelrückseiten bemalt, Epitaph - Kirchhof: - Kirchhofsmauer: den alten Kirchhof fast vollständig umfassende Mauer, größtenteils Bruchsteinmauer mit Abdeckplatte, an Backhaus des Pfarrhofes anschließend Ziegelmauer - Grabmale: - Soldatengräber Zweiter Weltkrieg: einfache Holzkreuze - Soldatengrab Zweiter Weltkrieg: Stein mit Namen - Einfriedung eines ehemaligen Erbbegräbnisses: schmiedeeiserner, aufwendig gestalteter Eisenzaun unmittelbar neben dem Eingang des Kirchhofes, heute Sammelgrab - Grabmal für Anna Emilie Richter, Lehrerswitwe, gest. 1913 - Grabmal für Gottlob Moritz Richter, verst. 1899 - Grabmal für Augusta Rosma Elisabeth Helbigin und M. Johan Bernhard Volkmar Helbigs, Königl. Böhm. Thür.-Fürstl. Sächs. Rittmeister, Grabmal 18. Jahrhundert - Erbbegräbnis Carl Aug. Mosig, 1876–1950 und Ernst Ficker 1874–1944 u. a., Grabwand mit Galvanoplastik - beschädigter großer Stein mit Kreuz ohne Namen zwischen Pfarrhaus und Seitengebäude - Eisernes Grabkreuz für Magister Christian Gottlob Heinrich 1777–1843 - anonymes kleines Urnengrab in den Grünanlagen nahe dem Friedhofseingang | 09232539 |
| Weitere Bilder                          | Wohnhaus | Am Kirchberg 1 (Karte)                           | Um 1850 | Landschaftstypischer Wohnbau in Fachwerkbauweise, baugeschichtlich von Bedeutung. Erdgeschoss massiv, Obergeschoss Fachwerk, gegenüber Rathaus, exponierte Lage. | 09232536 |
| Weitere Bilder                          | Pfarrhof mit Wohnhaus und Seitengebäude | Am Kirchberg 5 (Karte)                           | Bezeichnet mit 1718 | Pfarrhaus stattlicher Fachwerkbau mit Krüppelwalmdach, im Winkel stehendes Seitengebäude ebenfalls in Fachwerkbauweise, baugeschichtlich, ortsgeschichtlich und ortsbildprägend von Bedeutung. Wohn- und Gemeindehaus, am Gewände datiert, Erdgeschoss massiv, Obergeschoss Fachwerk, Obergeschoss vermutlich nicht von 1718, wahrscheinlich jünger. | 09232537 |
| Weitere Bilder                          | Ehemaliges Backhaus der Gemeinde | Am Kirchberg 5 (neben) (Karte)                   | Um 1750 | Ortsgeschichtlich von Bedeutung | 09232538 |
| Direkt Bild zu diesem Denkmal hochladen | Nördliches Wohnstallhaus sowie östliches und südliches Seitengebäude eines Vierseithofes | Auerswalder Hauptstraße 34 (Karte)               | Um 1750 (Wohnstallhaus); um 1800 (Seitengebäude)                                                                                         | Ortsbildprägender Bauernhof in Fachwerkbauweise, bau- und wirtschaftsgeschichtlich von Bedeutung. - Wohnhaus: Satteldach, Gauben zweireihig, Giebel verschiefert, Fachwerk Obergeschoss verputzt bzw. verschiefert - Torhaus: Kopfbänder geblattet, Fachwerk, Scheune/Stall: geblattete Kopfbänder und gezapfte Streben, Erdgeschoss massiv verändert | 09232543 |
| Weitere Bilder                          | Ehemalige Schule, heute Wohnhaus | Auerswalder Hauptstraße 148 (Karte)              | Vor 1900 | Fachwerk-Obergeschoss verschiefert, baugeschichtlich von Bedeutung. Erdgeschoss massiv, Obergeschoss Fachwerk verschiefert, Türgewände mit Inschrift „Unsern Kindern“, nahe Kirche und Friedhof. | 09232544 |
| Weitere Bilder                          | Ehemaliges Kellerhaus mit Sitznischenportal | Auerswalder Hauptstraße 152 (Karte)              | 16. Jahrhundert (Keller und Sitznischenportal); um 1930 erneuert (Wohnhaus)                                                              | Als eines der ältesten Gebäude von Auerswalde (16. Jahrhundert) von hoher bau- und ortsgeschichtlicher Bedeutung. Wohnhaus mit Renaissancesitznischenportal, um 1930 grundlegend erneuert, Keller möglicherweise noch 16. Jahrhundert, Sitznischenportal 16. Jahrhundert. | 09232542 |
| Weitere Bilder                          | Häuslerhaus | Auerswalder Hauptstraße 177 (Karte)              | Um 1850 | Kleiner Wohnbau mit Fachwerk-Obergeschoss, baugeschichtlich von Bedeutung. Fachwerkhaus mit massivem Erdgeschoss, kleines Gebäude, giebelständig, exponierter Standort, ortsbildprägend, Anbauten ohne Denkmalwert. | 09232545 |
| Direkt Bild zu diesem Denkmal hochladen | Wohnstallhaus und östliches Seitengebäude eines ehemaligen Vierseithofes | Auerswalder Hauptstraße 184 (Karte)              | Um 1800 (Wohnstallhaus); 2. Hälfte 19. Jahrhundert (Seitengebäude)                                                                       | Beide Gebäude in Fachwerkbauweise, Seitengebäude Obergeschoss verschiefert, baugeschichtlich und ortsbildprägend von Bedeutung. - Wohnhaus: stattliches Fachwerkhaus, verschiefert, Erdgeschoss massiv, Krüppelwalmdach - Seitengebäude: am Hang erbaut, Kellergeschoss mit Zugang an der Giebelseite, darüber massiver Stallteil, Obergeschoss Fachwerk verschiefert Zwei andere Gebäude des Vierseithofes im Verfall, keine Rettung möglich. | 09232547 |
| Weitere Bilder                          | Gasthof und winkliges Seitengebäude | Auerswalder Hauptstraße 185 (Karte)              | 1. Hälfte 19. Jahrhundert | Stattlicher Bau mit verbrettertem Fachwerk-Obergeschoss, baugeschichtlich, ortsgeschichtlich und straßenbildprägend von Bedeutung. Eventuell ehemaliger Gasthof, Obergeschoss verbrettert, Erdgeschoss massiv, stattlicher Bau mit Krüppelwalmdach. | 09232548 |
| Weitere Bilder                          | Denkmal für die Gefallenen des Ersten Weltkrieges | Auerswalder Hauptstraße 211a (gegenüber) (Karte) | Nach 1918 | Ortsgeschichtlich von Bedeutung. Zweistufiger Sockel, darüber mächtiger, sich nach oben leicht verjüngender Kubus aus Rochlitzer Porphyrtuff, schwerer Aufsatz mit Kugel, an der Vorderseite die Inschriften „Für Euch“ und „Wir starben auf daß Ihr lebet!“, an zwei Seiten Granitplatten mit den Namen der Gefallenen. | 09305327 |
| Weitere Bilder                          | Herrenhaus des ehemaligen Rittergutes, Stützmauer entlang des Bachbettes vor dem Herrenhaus (zwischen den Zufahrtsbrücken zum Wirtschaftshof und zum Herrenhaus) und Zufahrtsbrücke zum Herrenhaus | Auerswalder Hauptstraße 221 (Karte)              | Vor 1800 | Ensemble von baugeschichtlicher, ortsgeschichtlicher und städtebaulicher Bedeutung. - Herrenhaus: zweigeschossig, mit abgewalmten Mansarddach, Kreuzgratgewölbe im Erdgeschoss, jetzt Wohnhaus - Uferbefestigung: Stützmauer aus Porphyr zum Bach hin - Steinbogenbrücke: Erschließungsbrücke von der Hauptstraße zum Herrenhaus, weitere Brücken zum ehemaligen Wirtschaftshof sowie Brücke Wittgensdorfer Weg nahe dem Gutsteich - Teich mit Pappeln: zum ehemaligen Gut gehörig, an der Nordseite des Teiches drei Hainbuchen (Carpinus betulus) und zwei Steinbänke, der Teich umstanden von regelmäßig gepflanzten Pappeln | 09232549 |
| Weitere Bilder                          | Steinbogenbrücke über den Dorfbach | Auerswalder Hauptstraße 221a (Karte)             | 1870 | Ehemalige Zufahrtsbrücke zum Wirtschaftshof des Rittergutes, von bau- und ortsgeschichtlicher Bedeutung. Steinbogenbrücke, einbogig, gehört zu einem Ensemble von drei Brücken über den Dorfbach, davon eine datiert auf 1870, zumindest zwei dieser Brücken gehörten ursprünglich zum Rittergut. | 09232541 |
|                                         | Straßenbrücke über den Dorfbach | Auerswalder Hauptstraße 223 (neben) (Karte)      | 19. Jahrhundert | Steinbogenbrücke von bau- und ortsgeschichtlichem Wert. Steinbogenbrücke, einbogig, gehört zu einem Ensemble von drei Brücken über den Dorfbach, davon eine datiert auf 1870, zumindest zwei dieser Brücken gehörten ursprünglich zum Rittergut. | 09302220 |
| Direkt Bild zu diesem Denkmal hochladen | Wohnstallhaus eines ehemaligen Vierseithofes | Auerswalder Hauptstraße 229 (Karte)              | Um 1800 | Zeit- und landschaftstypischer Fachwerkbau, bau- und heimatgeschichtlich von Bedeutung | 09232550 |
| Weitere Bilder                          | Wohnstallhaus eines Zweiseithofes | Chemnitztalstraße 32 (Karte)                     | Mitte 19. Jahrhundert | Obergeschoss Fachwerk, baugeschichtlich von Bedeutung | 09232535 |
| Weitere Bilder                          | Wohnstallhaus eines ehemaligen Dreiseithofes | Wittgensdorfer Weg 2a (Karte)                    | Anfang 19. Jahrhundert | Original erhaltener Fachwerkbau, Relikt der bäuerlichen Lebensweise, baugeschichtlich von Bedeutung. Wohnhaus Erdgeschoss massiv, Obergeschoss Fachwerk. Seitengebäude eventuell Torhaus mit geblatteten Kopfbändern – Abbruch vor 2008. | 09232552 |

## Biensdorf
| Bild           | Bezeichnung                                                                | Lage                                | Datierung                                                                            | Beschreibung | ID       |
| -------------- | -------------------------------------------------------------------------- | ----------------------------------- | ------------------------------------------------------------------------------------ | --- | -------- |
| Weitere Bilder | Spinnerei Sachsenburg (Sachgesamtheit)                                     | Biensdorfer Straße (Karte)          | 18. bis 20. Jahrhundert, erhaltene Zeugnisse des Produktionsstandorts                | Sachgesamtheitsbestandteil der Sachgesamtheit Spinnerei Sachsenburg mit zugehörigen Produktions- und Funktionsgebäuden, sozialen Einrichtungen, wasserbaulichen Anlagen sowie einer Mahn- und Gedenkstätte, davon im Teilabschnitt Lichtenau, Ortsteil Biensdorf folgendes Einzeldenkmal: Wehranlage mit Uferstützmauern (siehe 09305911 sowie Frankenberg, Ortsteil Sachsenburg, 09305857). Landschaftsbildprägendes Ensemble aus umfangreich erhaltenen baulichen und technischen Anlagen aus dem späten 18. bis 20. Jahrhundert, dokumentieren verschiedene Nutzungsperioden in der Geschichte des Standorts, darunter den Betrieb als eine der größten Spinnereien des Chemnitzer Raumes, von ortsgeschichtlicher und überregionaler industriegeschichtlicher Bedeutung, das auf dem Freigelände erhaltene betriebseigene Freibad von 1939 darüber hinaus von sozialgeschichtlicher Relevanz, Komplex zwischen 1933 und 1937 als Schutzhaftlager zur Inhaftierung politischer Gegner des NS-Regimes dienend, damit erhaltenes Ensemble als Zeugnis eines der frühen Konzentrationslager in der NS-Zeit zudem von herausragender allgemeingeschichtlicher Bedeutung. | 09305910 |
| Weitere Bilder | Wehranlage mit Uferstützmauern (Einzeldenkmal der Sachgesamtheit 09305910) | Biensdorfer Straße (Karte)          | 1953                                                                                 | Einzeldenkmal der Sachgesamtheit Spinnerei Sachsenburg; als essentieller Bestandteil des umfangreich erhaltenen Ensembles der ehemaligen Spinnerei und späteren Zwirnerei Sachsenburg von industrie- und technikgeschichtlicher Bedeutung. Wehranlage (Eintrag in der Wehrdatenbank der sächsischen Fließgewässer: WKA Sachsenburg, Wehr-ID 724, Flusskilometer 39,430 km): feste Wehrschwelle mit Flusspfeiler zum Grundablass von 1953, darauf erneuerter beweglicher Wehraufsatz (Klappenwehr, hydraulischer Betrieb), Wehrbreite 53 m, Wehrhöhe 2 m, Grundablass (Schützentafel) am rechten Flussufer, laut Wehrdatenbank am linken Flussufer Fischaufstiegsanlage (Schlitzpass) von 1925, dazu seitliche Uferstützmauern aus Porphyrmauerwerk. | 09305911 |
| Weitere Bilder | Wohnhaus, zwei Seitengebäude und Scheune eines ehemaligen Vorwerks         | Biensdorfer Straße 12a, 12b (Karte) | 18. Jahrhundert (Herrenhaus); 18. Jahrhundert, später überformt (Wirtschaftsgebäude) | Große Hofanlage mit massiven Bruchsteinbauten, bau- und ortsgeschichtlich von Bedeutung. 1465 urkundlich als Vorwerk Bemisdorf genannt, Vierseithof - Wohnstallhaus: verputzter Bruchsteinbau mit Porphyrgewänden, durchgefärbter Putz, 10 zu 3 Achsen, Stall mit Kreuzgratgewölbe, Krüppelwalmdach (Schiefer), vom Verfall durch Eindringen von Wasser bedroht - Scheune (gegenüber): Bruchsteinbau mit Schlitzfenstern, Holztore mit -sturz, weit heruntergezogenes Krüppelwalmdach (Schiefer) - die beiden anderen Scheunen: teils Bruchstein, teils Backstein, erneuert, komplettieren den Hof | 08961735 |

## Garnsdorf
| Bild                                    | Bezeichnung                                                                                        | Lage                                       | Datierung                 | Beschreibung | ID       |
| --------------------------------------- | -------------------------------------------------------------------------------------------------- | ------------------------------------------ | ------------------------- | --- | -------- |
| Weitere Bilder                          | Westliches Wohnstallhaus, nördliches und südliches Seitengebäude sowie Scheune eines Vierseithofes | Claußnitzer Straße 2 (Karte)               | Um 1800                   | Regionaltypische Hofanlage in Fachwerkbauweise, bau- und heimatgeschichtlich von Bedeutung | 09232948 |
| Weitere Bilder                          | Postmeilensäule                                                                                    | Garnsdorfer Hauptstraße 5 (neben) (Karte)  | Vermutlich 1726           | Kursächsische Postmeilensäule (Sachgesamtheit); Fragment eines Viertelmeilensteins, verkehrsgeschichtlich von Bedeutung. Der Meilenstein stand ursprünglich etwa 300 Meter südlich, siehe Blatt 154 der Meilenblätter von Sachsen im Berliner und Freiberger Exemplar. Der Viertelmeilenstein aus Rochlitzer Porphyr mit Inschriften „A.R“, „1726“ und dem Posthornzeichen gehörte zur Poststraße Chemnitz–Rochlitz.                                            | 09232958 |
| Weitere Bilder                          | Häuslerhaus                                                                                        | Garnsdorfer Hauptstraße 62 (Karte)         | Um 1800                   | Obergeschoss Fachwerk, baugeschichtlich von Bedeutung. Erdgeschoss massiv, Porphyrgewände, Obergeschoss Sichtfachwerk, ein Giebel massiv, Satteldach, 1890 datiert, Erdgeschoss wahrscheinlich älter. | 09232949 |
| Weitere Bilder                          | Häuslerhaus und Seitengebäude                                                                      | Garnsdorfer Hauptstraße 82 (Karte)         | 1. Hälfte 19. Jahrhundert | Regional- und zeittypische Holzbauweise, bau- und sozialgeschichtlich von Bedeutung. Erdgeschoss massiv, Obergeschoss Fachwerk verbrettert, Satteldach. | 09232957 |
| Direkt Bild zu diesem Denkmal hochladen | Häuslerhaus und Scheune                                                                            | Garnsdorfer Hauptstraße 84 (Karte)         | 1. Hälfte 19. Jahrhundert | Regional- und zeittypische Holzbauweise, bau- und sozialgeschichtlich von Bedeutung. Fachwerk Obergeschoss verschiefert, Erdgeschoss massiv, originale Tür- und Fenstergewände. | 09232951 |
| Weitere Bilder                          | Denkmal für die Gefallenen des Ersten Weltkrieges                                                  | Garnsdorfer Hauptstraße 92 (neben) (Karte) | Nach 1918                 | Kleine Denkmalanlage mit zwei Inschrifttafeln von ortsgeschichtlichem Wert. Unmittelbar an der Dorfstraße befindliche Denkmalanlage, bestehend aus grabsteinähnlicher Wand vermutlich aus Naturstein zum Hang, darin eingebracht zwei steinerne Inschriftplatten mit den Namen der im Ersten Weltkrieg gefallenen Dorfbewohner, beiderseits flankierende, sich abflachende Mauern mit steinerner Abdeckung, schlichte Anlage von ortsgeschichtlicher Bedeutung. | 09302588 |
| Weitere Bilder                          | Nördliches Seitengebäude eines ehemaligen Vierseithofes                                            | Garnsdorfer Hauptstraße 101 (Karte)        | Um 1680                   | Fachwerkgebäude mit geschwungenen Andreaskreuzen, bau- und hausgeschichtlich von Bedeutung, Seltenheitswert. Mit geschwungenen Andreaskreuzen und geblatteten Kopfbändern, rückwärtige Traufseite verputzt. | 09232953 |
| Weitere Bilder                          | Wohnhaus                                                                                           | Garnsdorfer Hauptstraße 118 (Karte)        | Um 1800                   | Obergeschoss Fachwerk verputzt, baugeschichtlich von Bedeutung. Fenster- und Türgewände erhalten, Gliederung Haus erhalten. | 09232955 |

## Krumbach
| Bild                                    | Bezeichnung | Lage                          | Datierung | Beschreibung | ID       |
| --------------------------------------- | --- | ----------------------------- | --- | --- | -------- |
| Weitere Bilder                          | Mundloch Unterer Tiefer Bald-Glück-Stolln                                                                                       | (Flurstück 132/10) (Karte)    | 1852–1860 | Unwirtschaftlicher Hoffnungsbau aus der Mitte des 19. Jahrhunderts, angelegt zur Kupfererzgewinnung auf dem Bald Glück Spatgang, unteres Mundloch an der Fabrikstraße, bergbaugeschichtlich von Bedeutung, gemauertes Mundloch | 08961022 |
| Direkt Bild zu diesem Denkmal hochladen | Mundloch Oberer Tiefer Bald-Glück-Stolln                                                                                        | (Flurstück 20/18) (Karte)     | 1. Hälfte 19. Jahrhundert | Gemauertes Mundloch des wirtschaftlich unbedeutenden Stollns, Nahe der Clausmühle, bergbaugeschichtlich von Bedeutung, gemauertes Mundloch | 08961089 |
|                                         | Wohnstallhaus, zwei Seitengebäude und Scheune eines Vierseithofes sowie Torbogen und Hofpflasterung (ehemaliges Erblehngericht) | Dorfstraße 1, 1a (Karte)      | Kern 18. Jahrhundert (Wohnstallhaus); Anfang 19. Jahrhundert (Scheune); 1828 (Seitengebäude); Anfang 20. Jahrhundert (Seitengebäude)                                | Stattliche Hofanlage von entscheidend ortsbildprägender Wirkung, als ehemaliger Gasthof bau- und ortsgeschichtlich von Bedeutung. - Seitengebäude 1: ehemaliger Tanz- und Schanksaal, Erdgeschoss verputzter Bruchstein, Porphyrstichbogenportal mit Schlussstein, zwei Einfahrten, Obergeschoss Fachwerk, kräftige Streben und Ständer, ein Giebel massiv - Seitengebäude 2: hohes, massives Erdgeschoss, Obergeschoss Fachwerk mit Drempel, Lüftungsfenster, flache Dachneigung - Scheune: Sockel massiv, preußisches Fachwerk mit Drempel, zwei Einfahrten, Torbogen mit Schlussstein - Wohnstallhaus: Erdgeschoss massiv, Obergeschoss noch Giebel und eine Seite Fachwerk, teils verkleidet, alter Baukörper, der den Hof komplettiert | 08961733 |
|                                         | Ehemalige Schule | Dorfstraße 2 (Karte)          | Bezeichnet mit 1852 | Typischer Schulbau der ländlichen Prägung, bau- und ortsgeschichtlich von Bedeutung. Zweigeschossiger, verputzter Bau, traufständig, 3 zu 6 Achsen, Gliederung des Baukörpers durch Porphyrgewände und -bedachungen, in einem Giebel Palladiomotiv. | 08961732 |
| Weitere Bilder                          | Denkmal für die Gefallenen des Ersten Weltkrieges                                                                               | Dorfstraße 13 (vor) (Karte)   | Nach 1918 | Ortsgeschichtlich von Bedeutung. Sandsteinkubus auf Sockel, darauf Relief des Eisernen Kreuzes mit Kugelbekrönung, Eckscharrierung, in kleinem Ehrenhain. | 08961726 |
| Direkt Bild zu diesem Denkmal hochladen | Nördliche Scheune eines Dreiseithofes                                                                                           | Dorfstraße 19 (Karte)         | Um 1800 | Beide Gebäude in Fachwerkbauweise, bildprägend durch exponierte Lage, bau- und wirtschaftsgeschichtlich von Bedeutung. - Scheune: Erdgeschoss massiv, Obergeschoss Fachwerk, Dach Schiefer - Seitengebäude: Erdgeschoss massiv, Obergeschoss Fachwerk, hölzerner Aufgang, Krüppelwalmdach, Feldseite sowie Giebel verbrettert, 2007 Abbruchgenehmigung für ruinöses Seitengebäude (Schweinestall), Scheune sollte 2007 gestrichen werden, zwischen 2016 und 2018 abgerissen | 08961728 |
| Direkt Bild zu diesem Denkmal hochladen | Schubert-Mühle: Müllerwohnhaus, Mühlengebäude mit Mühlentechnik und zwei Scheunen eines Mühlenanwesens                          | Dorfstraße 27 (Karte)         | 2. Hälfte 19. Jahrhundert (Mühle); 1. Hälfte 19. Jahrhundert (Müllerwohnhaus); Anfang 20. Jh., Kern 19. Jahrhundert (Seitengebäude); Ende 19. Jahrhundert (Scheune) | Bauten des Mühlenanwesens beidseits der Straße liegend, Müllerwohnhaus mit verkleidetem Fachwerkobergeschoss, ansonsten Putzbauten, teils in Bruchstein-, teils in Ziegelmauerwerk, älterer Teil der nördlichen Scheune in Kalk-Pisé-Bauweise, baugeschichtlich, ortsgeschichtlich und technikgeschichtlich von Bedeutung. - Wohnstallhaus: traufständig, Erdgeschoss massiv, Porphyrgewände, Obergeschoss Fachwerk, verkleidet, Krüppelwalmdach, Mühlengebäude und Scheune massiv, Putzgliederung, evtl. aufgestockt - gegenüber liegendes Seitengebäude (ohne Garagenanbau): massiv, Drempel, Reste von Putzgliederung | 08961730 |
| Direkt Bild zu diesem Denkmal hochladen | Östliches und südliches Seitengebäude sowie Torbogen eines Vierseithofes                                                        | Fabrikstraße 3 (Karte)        | 1844 (Seitengebäude); bezeichnet mit 1844 (Toreinfahrt); bezeichnet mit 1951 (Seitengebäude)                                                                        | Teil der gewachsenen Ortsstruktur, baugeschichtlich und ortsbildprägend von Bedeutung. - Seitengebäude 1: Stallscheune mit Wohnmöglichkeit im Obergeschoss, Erdgeschoss massiv, Porphyrgewände, Obergeschoss Fachwerk, Giebel Schiefer, massiv, Mansarddach, insgesamt kaum verändert - Seitengebäude 2: Stallscheune, massiv, breiterer Baukörper, wurde nach dem Vorbild des älteren Seitengebäudes errichtet, Torbogen mit Schlussstein | 08961727 |
|                                         | Wohnhaus | Fabrikstraße 7 (Karte)        | 2. Hälfte 19. Jahrhundert | Teil der alten Ortsbebauung oberhalb der Zschopau, baugeschichtlich von Bedeutung. Erdgeschoss massiv, Porphyrgewände, Obergeschoss Fachwerk, teils verkleidet, originale Fenstergrößen. | 08961724 |
|                                         | Wohnhaus | Fabrikstraße 8 (Karte)        | Letztes Drittel 19. Jahrhundert | Gehörte zur Fabrik an der Zschopau, aufwändiger Putzbau, baugeschichtlich von Bedeutung. Massiver zweigeschossiger Bau im Schweizerstil, vier zu drei Achsen, Risalite, Bauzier im Wechsel von Putzgliederung, Gesimsen und floralen Gusselementen, hölzerner Ziergiebel, Dachhäuschen, rückseitig Anbau im selben Stil, typische Form- und Ziersprache der Zeit, hölzerner Eingangsvorbau. | 08961725 |
| Direkt Bild zu diesem Denkmal hochladen | Wohnhaus | Fabrikstraße 16 (Karte)       | Letztes Drittel 19. Jahrhundert | Gehörte zur Fabrik an der Zschopau, aufwändiger Putzbau, baugeschichtlich von Bedeutung. Massiver zweigeschossiger Bau im Schweizerstil, Satteldach mit Zwerchgiebel, Risalite, Balkon, recht aufwendige Bauzier mit Wechsel von Putzgliederung, Gesimsen und floralen Gusselementen, im Giebel Zwillingsfenster. | 08961723 |
| Direkt Bild zu diesem Denkmal hochladen | Wohnstallhaus, zwei Seitengebäude, Durchfahrtsscheune und Hofpflasterung eines Vierseithofes                                    | Hohlweg 8 (Karte)             | 1825 (Wohnstallhaus und Seitengebäude); Wetterfahne bezeichnet mit 1932 (Scheune)                                                                                   | Einer der wenigen komplett erhaltenen Höfe in Fachwerkbauweise im Ort, baugeschichtlich, wirtschaftsgeschichtlich und ortsbildprägend von Bedeutung. - Wohnstallhaus: Erdgeschoss massiv, Porphyrgewände, Obergeschoss rundum Fachwerk, verbrettert, Krüppelwalmdach - Seitengebäude: bei beiden Erdgeschoss massiv, Porphyrgewände, Obergeschoss rundum Fachwerk, teilweise verbrettert, Dachausbau - Scheune: im Verhältnis sehr langer Bau, hohe Geschosse, verbrettert, Schieferdach - alte Hofpflasterung, kaum veränderte Substanz | 08961729 |
| Direkt Bild zu diesem Denkmal hochladen | Wohnstallhaus | Krumbacher Straße 16c (Karte) | 1. Hälfte 19. Jahrhundert | Solitäre Lage oberhalb des Krumbachs, baugeschichtlich von Bedeutung. Erdgeschoss massiv, verputzt, Porphyrgewände, Obergeschoss rundum Fachwerk, verkleidet, originale Fenstergrößen. | 08961734 |
| Direkt Bild zu diesem Denkmal hochladen | Erzwäsche Tiefer Bald-Glück-Stolln                                                                                              | Untere Berghäuser 3 (Karte)   | 1797/1798 | Bergbaugeschichtlich von Bedeutung. Zweigeschossiger Putzbau mit Porphyrgewänden, Giebeldreieck verkleidet, Erzwäsche bis 1837 betrieben, umfasste Nasspochwerk mit zwei Stempeln und einem Stoßherd. | 08961159 |

## Merzdorf
| Bild                                    | Bezeichnung                                                                              | Lage                    | Datierung                                     | Beschreibung | ID       |
| --------------------------------------- | ---------------------------------------------------------------------------------------- | ----------------------- | --------------------------------------------- | --- | -------- |
| Weitere Bilder                          | Denkmalschutzgebiet Schloss Sachsenburg                                                  | (Sachsenburg) (Karte)   | Ursprung romanisch                            | Denkmalschutzgebiet Schloss Sachsenburg (Satzung vom 14. September 2019) | 09306970 |
| Direkt Bild zu diesem Denkmal hochladen | Wohnhaus                                                                                 | Martinstraße 35 (Karte) | 1845                                          | Obergeschoss Fachwerk, baugeschichtlich von Bedeutung. Erdgeschoss massiv, Tür- und Fenstergewände aus Entstehungszeit, Obergeschoss Fachwerk, Fenster erneuert, Dachhecht, Krüppelwalmdach, Giebel verschlagen, Garagenanbau kein Denkmal.                                                                                              | 09233488 |
| Direkt Bild zu diesem Denkmal hochladen | Westliches Wohnstallhaus (ohne Anbau) und südöstliches Seitengebäude eines Vierseithofes | Martinstraße 64 (Karte) | 1818 (Wohnstallhaus); um 1840 (Seitengebäude) | Beide Gebäude in Fachwerkbauweise, bau- und wirtschaftsgeschichtlich von Bedeutung. Beide im Erdgeschoss massiv, originale Tür- und Fenstergewände, Obergeschoss Fachwerk, bei einem der Häuser verkleidet, Satteldächer, ein Giebel massiv, mit verschiedenen Anbauten. Seitengebäude war Wohnhaus, eventuell ehemaliges Auszüglerhaus. | 09233490 |
| Direkt Bild zu diesem Denkmal hochladen | Wohnstallhaus eines Dreiseithofes                                                        | Sandgrubenweg 5 (Karte) | Um 1800                                       | Baugeschichtlich von Bedeutung. Fachwerk Obergeschoss verkleidet, Satteldach, Erdgeschoss massiv, Fensteraufteilung, Fassadengliederung erhalten. | 09233489 |

## Niederlichtenau
| Bild                                    | Bezeichnung                                            | Lage                            | Datierung | Beschreibung | ID       |
| --------------------------------------- | ------------------------------------------------------ | ------------------------------- | --- | --- | -------- |
| Direkt Bild zu diesem Denkmal hochladen | Postmeilensäule                                        | Frankenberger Straße (Karte)    | Um 1720 | Kursächsische Postmeilensäule (Sachgesamtheit); verkehrsgeschichtlich von Bedeutung | 09233484 |
| Weitere Bilder                          | Kirche mit Ausstattung, Kirchhof und Einfriedungsmauer | Kirchgasse 2a (Karte)           | 1455 (Kirche); 1746–1754 erneuert (Kirche); Anfang 17. Jahrhundert (Altar); bezeichnet mit 1615 und „M. B.“ (Kanzel) | Saalkirche, Putzbau mit Dachreiter über dem Westgiebel, baugeschichtlich, ortsgeschichtlich und ortsbildprägend von Bedeutung. Putzbau mit wuchtigem Dachreiter mit Welscher Haube, ältester Teil Sakristei an der Nordseite, im Inneren flach gedeckt, gotische Spitzbogenpforte zur Sakristei, Sandsteinaltar und Kanzel.                         | 09233482 |
| Direkt Bild zu diesem Denkmal hochladen | Südliches Seitengebäude eines Dreiseithofes            | Kirchgasse 4 (Karte)            | Um 1700 | Obergeschoss Fachwerk mit geblatteten Kopfbändern, baugeschichtlich von Bedeutung. Geblattete Kopfbänder, evtl. ehemals mit Oberlaube, nachträglich erweitert. | 09233485 |
| Direkt Bild zu diesem Denkmal hochladen | Ehemaliges Wohnstallhaus eines Bauernhofes             | Merzdorfer Straße 2 (Karte)     | Um 1700 | Obergeschoss Fachwerk mit geblatteten Kopfbändern, bau- und hausgeschichtlich von Bedeutung. Erdgeschoss massiv unterfahren 1825, Fachwerk Obergeschoss mit geblatteten Kopfbändern, originale Fenstergröße ablesbar, Satteldach. | 09233486 |
|                                         | Wohnhaus des ehemaligen Vorwerkes                      | Thomas-Müntzer-Straße 2 (Karte) | Um 1900 | Zeittypischer Putzbau mit charakteristischem Walmdach, bau- und ortsgeschichtlich von Bedeutung. Zweigeschossiger Putzbau mit Drempel mit Zierfachwerk, zur Gartenseite im Erdgeschoss Thermenfenster und Eckerker, Natursteingewände (vermutlich Porphyrtuff), originale Dachhäuschen, Walmdach mit Schiefereindeckung, sehr weiter Dachüberstand. | 09233483 |
| Direkt Bild zu diesem Denkmal hochladen | Wohnstallhaus eines Bauernhofes                        | Untere Hauptstraße 107 (Karte)  | 2. Hälfte 18. Jahrhundert                                                                                            | Stattlicher Fachwerkbau, baugeschichtlich von Bedeutung. Ein Giebel vollständig Fachwerk, Fachwerk Obergeschoss verputzt, eine Traufseite fachwerksichtig, teilweise auch Obergeschoss massiv, Krüppelwalmdach. | 09233487 |

## Oberlichtenau
| Bild                                    | Bezeichnung | Lage                         | Datierung                 | Beschreibung | ID       |
| --------------------------------------- | --- | ---------------------------- | ------------------------- | --- | -------- |
| Weitere Bilder                          | Fabrikantenvilla (Nr. 9) und Fabrikgebäude über winkligem Grundriss (Nr. 11) einer Textilfabrik sowie Einfriedung (ehemalige Strick- und Wirkwarenfabrik Franz Klingner) | Bahnhofstraße 9, 11 (Karte)  | Zwischen 1910 und 1914    | Stattliches, zeittypisches Gebäudeensemble mit aufwändiger Putzgliederung, ehemaliger Produktionsstandort eines der größten Arbeitgeber der Region, bau-, orts- und industriegeschichtlich von Bedeutung. - Villa: zweigeschossiger Putzbau mit straßenseitig übergiebeltem Mittelrisalit mit Lisenengliederung, Giebeldreieck mit Guttaefries und Halbrundfenster, Walmdach - Fabrikgebäude: winkelförmiger dreigeschossiger Putzbau mit Drempelzone, reiche Putzgliederung, im Winkel turmartige Überhöhung, Fensterachsen durch Lisenen gegliedert, Walmdach, Torpfeiler erhalten. 1899 Gründung einer Strick- und Wirkwarenfabrik durch Anna und Franz Klingner, 1910–1914 Errichtung Fabrikgebäude und Villa, 1914 Erweiterung des Fabrikgebäudes um Westflügel, 1915 Bau eines Seitengebäudes, vor dem Zweiten Weltkrieg überwiegend Produktion von Strick- und Wirkwaren für die Bevölkerung, Unternehmen trug allerdings seit Beginn die Bezeichnung „Heereslieferant“, ab 1939 fast ausschließlich Fertigung von Socken, Untertrikotagen und Handschuhen für die Wehrmacht, 1945 Beschlagnahmung und 1964 Enteignung des Werks, bis 1948 Firmierung als „VEB Oberlichtenauer Strickwarenfabrik“, ab 1949 als „Olis Strumpfwerke“ unter zentraler Leitung der VVB „Trikot“, gehörte ab 1952 zum Chemnitzer „Venus-Werk“ innerhalb des VVB „Trikot“ (Firma: „Venus-Werke Chemnitz, VVB Trikot, Werk Oberlichtenau“), 1953 erfolgt Zuordnung zum „Idealwerk“ in Chemnitz, ab 1956 dann „VEB Trikotex Olis Strickwarenfabrik“, ab 1957 „Trikotagenwerk Trikotex Wittgensdorf, VVB Industriezweigleitung Trikot, Produktionsbereich IV, Oberlichtenau“, überwiegend Herstellung von Untertrikotagen, ab 1976 umfasste der Betrieb auch die benachbarte Trikotagenfabrik Herold, 1988 Beginn der „Gestattungsproduktion“ für die Firma Schiesser, nach 1989 Modernisierung der Produktionsmaschinen, nach 1990 übernahm die Schiesser A.G. das Werk, Trikotagenfertigung, 1993 Betriebseinstellung, Komplex 2009–2011 für die Unterbringung einer Schule umgebaut. | 09233491 |
| Direkt Bild zu diesem Denkmal hochladen | Wohnstallhaus eines Vierseithofes | Chemnitzer Straße 28 (Karte) | Um 1800                   | Obergeschoss Fachwerk, baugeschichtlich von Bedeutung. Kein guter Baubestand, aber für Straßenbild bedeutsam. Abbruch der Scheune 2014 festgestellt. | 09233492 |
| Direkt Bild zu diesem Denkmal hochladen | Denkmal für die Gefallenen des Ersten Weltkrieges | Weg zum Sportplatz (Karte)   | 28. September 1930        | Ortsgeschichtlich von Bedeutung | 09233493 |
| Direkt Bild zu diesem Denkmal hochladen | Nordwestliches Wohnstallhaus eines Vierseithofes | Weg zum Sportplatz 3 (Karte) | 1. Hälfte 18. Jahrhundert | Obergeschoss Fachwerk mit geblatteten Kopfbändern, bau- und hausgeschichtlich von Bedeutung, geblattete Kopfbänder | 09233494 |

## Ottendorf
| Bild                                    | Bezeichnung                                                                        | Lage                          | Datierung | Beschreibung | ID       |
| --------------------------------------- | ---------------------------------------------------------------------------------- | ----------------------------- | --- | --- | -------- |
| Direkt Bild zu diesem Denkmal hochladen | Wohnstallhaus und Scheune eines Bauernhofes                                        | Am Bahnhof 1 (Karte)          | 19. Jahrhundert (Scheune); Ende 19. Jahrhundert (Wohnstallhaus) | Beide Gebäude in Fachwerkbauweise, gut erhaltene Originalsubstanz, bau- und wirtschaftsgeschichtlich von Bedeutung. - Wohnstallhaus: Erdgeschoss massiv, Porphyrgewände, Obergeschoss Fachwerk, Giebel verkleidet, Außenseite Schiefer - Scheune: Fachwerk, Giebel verkleidet, Dach Schiefer | 08961698 |
| Direkt Bild zu diesem Denkmal hochladen | Bahnwärterhaus mit Nebengebäude                                                    | Am Bahnhof 23 (Karte)         | Um 1870 | Eisenbahngeschichtlich von Bedeutung. Eingeschossiger Bau mit Drempel, im Giebel Zwillingsfenster, Nebengelass eingeschossig, verbrettert. | 08961699 |
| Direkt Bild zu diesem Denkmal hochladen | Häuslerhaus                                                                        | An der Feuerwache 1 (Karte)   | 1870/1880 | Wohnbau in Fachwerkbauweise, wichtiger Teil der Auenbebauung, baugeschichtlich von Bedeutung. Vermutlich Fachwerk in beiden Geschossen, rundum verkleidet, Krüppelwalmdach. | 08961714 |
| Direkt Bild zu diesem Denkmal hochladen | Wohnstallhaus, zwei Seitengebäude und zwei Scheunen eines Vierseithofes            | Bachgasse 1 (Karte)           | ehemaliger Schlussstein bezeichnet mit 1781 (Wohnstallhaus); Ende 18. Jahrhundert (westliche Scheune); um 1829 (östliche Scheune); bezeichnet mit 1843 (beide Seitengebäude) | Stattliche, in ihrer Struktur erhaltene Hofanlage in Fachwerkbauweise, baugeschichtlich, heimatgeschichtlich und ortsbildprägend von Bedeutung. - Wohnstallhaus: Erdgeschoss massiv, Porphyrgewände, Haustür mit korbbogigem Sturz und Schlussstein, Obergeschoss und Giebel Fachwerk, rundum original verschiefert - Stallscheune: Erdgeschoss massiv, Porphyrgewände, Obergeschoss Fachwerk, Giebel Schiefer - Seitengebäude: Erdgeschoss massiv, hohes Erdgeschoss durch Hanglage, große Einfahrt, Obergeschoss Fachwerk (mit Wohnmöglichkeit), Krüppelwalmdach - 1. Scheune: Feldsteinsockel, zum Teil unterkellert, hohes Krüppelwalmdach - 2. Scheune: zusätzliche Scheune, mehr in Massivbauweise | 08961709 |
| Direkt Bild zu diesem Denkmal hochladen | Wohnhaus                                                                           | Bachgasse 2 (Karte)           | Mitte 19. Jahrhundert | Obergeschoss Fachwerk, Bestandteil der Auenbebauung, baugeschichtlich von Bedeutung. Erdgeschoss massiv, liegende Fenster, rechter Giebel Fachwerk, verkleidet, Krüppelwalmdach. | 08960979 |
| Direkt Bild zu diesem Denkmal hochladen | Kindergarten                                                                       | Bachgasse 3 (Karte)           | Um 1910 | Markanter, zeittypischer Putzbau mit hohem Sockelgeschoss, baugeschichtlich und straßenbildprägend von Bedeutung. Zweigeschossiger Kubus, hoher Rustikasockel (Schiefer), Obergeschoss verputzt, Gliederung seitlich der Fenster durch Schiefergestein, hohes Satteldach mit Gaupe. | 08961710 |
| Direkt Bild zu diesem Denkmal hochladen | Wohnhaus                                                                           | Bachgasse 4 (Karte)           | Anfang 19. Jahrhundert | Obergeschoss Fachwerk, Teil der Auenbebauung, baugeschichtlich und straßenbildprägend von Bedeutung. Erdgeschoss massiv (neu), im Giebel kräftige Schwelle, originale Fenstergrößen, eine Giebelseite und Giebeldreieck verkleidet. | 08961711 |
| Direkt Bild zu diesem Denkmal hochladen | Nordwestliches Seitengebäude eines Vierseithofes                                   | Dr.-Jahn-Straße 3 (Karte)     | 1. Hälfte 19. Jahrhundert | Relikt der Holzbauweise im Ort, baugeschichtlich von Bedeutung. Erdgeschoss massiv, Porphyrgewände, Einfahrt, Obergeschoss Fachwerk, die Außenseiten verkleidet, originale Fenstergrößen, Krüppelwalmdach, weitgehender Originalzustand. | 08961715 |
| Direkt Bild zu diesem Denkmal hochladen | Wohnstallhaus und Scheune eines Dreiseithofes                                      | Garnsdorfer Straße 20 (Karte) | Ende 18. Jahrhundert (Wohnstallhaus); 2. Hälfte 19. Jahrhundert (Scheune) | Gut erhaltener Hof, stattliches Wohnstallhaus mit Fachwerkobergeschoss, bau- und wirtschaftsgeschichtlich von Bedeutung. - Wohnstallhaus: alter Baukörper, Erdgeschoss vermutlich Bruchstein, verputzt, Porphyrgewände, Winterfenster, Obergeschoss rundum Fachwerk, ehemals verputzt bzw. Schiefer, heute nur noch Giebelseite mit Schiefer verkleidet, originale Fenstergrößen, Krüppelwalmdach - Scheune: verhältnismäßig großer Baukörper, Erdgeschoss massiv, große Einfahrt, sonst Fachwerk, verbrettert | 08961721 |
| Direkt Bild zu diesem Denkmal hochladen | Häuslerhaus (ohne Anbauten)                                                        | Hauptstraße 12 (Karte)        | Anfang 19. Jahrhundert | Straßenbildprägender Fachwerkbau, baugeschichtlich von Bedeutung. Erdgeschoss massiv, profilierter Türsturz, Obergeschoss drei Seiten Fachwerk, verkleidet, originale Fenstergrößen, Schuppenanbau. | 08961713 |
| Direkt Bild zu diesem Denkmal hochladen | Häuslerhaus                                                                        | Hauptstraße 15 (Karte)        | 1. Hälfte 19. Jahrhundert | Elementar für die alte Ortsstruktur, baugeschichtlich von Bedeutung. Erdgeschoss massiv, teils Porphyrgewände, Obergeschoss Fachwerk, verschiefert, Lukarne, Werkstattanbau. | 08961704 |
| Direkt Bild zu diesem Denkmal hochladen | Wohnhaus                                                                           | Hauptstraße 16 (Karte)        | Mitte 19. Jahrhundert | Bildprägend durch erhöhte Lage, baugeschichtlich von Bedeutung. Erdgeschoss massiv, Porphyrgewände, Obergeschoss und Giebel Fachwerk, verkleidet, Krüppelwalmdach, originale Fenstergrößen, weitgehender Originalzustand. | 08961706 |
| Direkt Bild zu diesem Denkmal hochladen | Südliches Seitengebäude eines Vierseithofes                                        | Hauptstraße 24a (Karte)       | Ende 18. Jahrhundert | Beispiel für die ältere Holzbauweise, baugeschichtlich von Bedeutung. Erdgeschoss massiv, Obergeschoss Fachwerk, vorkragend, originale Fenstergrößen, Außenseiten verkleidet, Garageneinbauten. | 08961705 |
| Direkt Bild zu diesem Denkmal hochladen | Nordwestliches und südöstliches Seitengebäude sowie Scheune eines Vierseithofes    | Hauptstraße 56 (Karte)        | Anfang 18. Jahrhundert (Stallscheune); 18. Jahrhundert (Scheune); 1. Hälfte 19. Jahrhundert (Seitengebäude)                                                                  | Alle Gebäude in zum Teil sehr alter Fachwerkbauweise, bau- und wirtschaftsgeschichtlich von Bedeutung. - Stallscheune: Erdgeschoss massiv, Einfahrt, Obergeschoss Fachwerk, einriegelig, Kopfband verblattet, Giebel verkleidet - Scheune: Feldsteinsockel, Fachwerk, Giebel verkleidet - Seitengebäude: Erdgeschoss massiv, Obergeschoss Fachwerk, originale Fenster, Giebel verbrettert, schmaler Baukörper, sehr gute Originalsubstanz | 08961701 |
| Direkt Bild zu diesem Denkmal hochladen | Wohnstallhaus eines Hakenhofes                                                     | Hauptstraße 76 (Karte)        | 18. Jahrhundert | Beispiel für die ältere Holzbauweise, baugeschichtlich von Bedeutung. Breitgelagerter Bau, Erdgeschoss massiv, Porphyrgewände, Obergeschoss Fachwerk, zweiriegelig, recht kräftig, originale Fenster, Krüppelwalmdach (verformt). | 08961697 |
| Direkt Bild zu diesem Denkmal hochladen | Nördliches Seitengebäude und westliche Scheune eines Dreiseithofes                 | Hauptstraße 84 (Karte)        | 18. Jahrhundert (Scheune); um 1800 (Seitengebäude) | Eines der ältesten Gehöfte in Fachwerkbauweise im Ort, bau- und wirtschaftsgeschichtlich von Bedeutung. - Seitengebäude: Erdgeschoss verputzt, teilweise massiv, Obergeschoss rundum Fachwerk, Ladeluke, Giebel verschiefert, Dach ebenso - Scheune: breitgelagert, Fachwerk, teils massiv, verformt, Satteldach, im Innern Reste von gekreuzten Streben, Fachwerk aber verändert | 08961717 |
| Direkt Bild zu diesem Denkmal hochladen | Wohnhaus (ohne Anbau)                                                              | Hauptstraße 88 (Karte)        | 2. Drittel 19. Jahrhundert | Obergeschoss Fachwerk, baugeschichtlich und straßenbildprägend von Bedeutung. Erdgeschoss Bruchstein, verputzt, Porphyrgewände, Fenster teils zugesetzt, Obergeschoss rundum Fachwerk, Gefache mit Lehmfüllung, kräftige Streben, Giebeldreieck verkleidet, instand gesetzt. | 08961716 |
| Direkt Bild zu diesem Denkmal hochladen | Nordwestliches Wohnstallhaus eines Vierseithofes                                   | Hauptstraße 94 (Karte)        | 2. Hälfte 18. Jahrhundert | Beispiel für die ältere Holzbauweise im Ort, baugeschichtlich von Bedeutung. Erdgeschoss massiv (Bruchstein), feldseitig Anbau (Backstein/ehemaliger Backofen), teils Porphyrgewände, Obergeschoss Fachwerk, strebenreich, zwei Bauphasen erkennbar, teils verschiefert, alte Fenster, Krüppelwalmdach (Schiefer), Stall mit Kappengewölbe auf gusseisernen Säulen. | 08961719 |
| Weitere Bilder                          | Kirche mit Ausstattung, Kirchhof und Einfriedungsmauer                             | Kirchberg (Karte)             | 15. Jahrhundert (Kirche); Ende 19. Jahrhundert (Altarbild und Taufe); 1922 (Orgel)                                                                                           | Barocke Saalkirche mit älterem Kern, verputzter Bruchsteinbau mit Turmaufsatz, bau- und ortsgeschichtlich von Bedeutung. - Kirche: Saalkirche mit kräftigem Dachreiter und eingezogenem Chor, verputzter (Bruch-)Steinbau, teils Porphyrgewände, Fenster im Saal flachbogig, Schieferdeckung, Dachreiter: vierseitiger Sockel, achtseitiger Aufbau, darauf barocke Haube, statt einer Laterne obeliskenförmiger Abschluss - Kirchhof: Mauer mit Eingangspfeilern | 08961681 |
|                                         | Wohnstallhaus, ehemaliges Küsterhaus                                               | Kirchberg 3 (Karte)           | Mitte 19. Jahrhundert | Teil der historischen Bebauung am Kirchberg mit Kirche und Pfarrhaus, baugeschichtlich von Bedeutung. Erdgeschoss massiv, Obergeschoss Fachwerk, verputzt bzw. verkleidet, Krüppelwalmdach. | 08961692 |
| Weitere Bilder                          | Lutherlinde mit Gedenkstein                                                        | Kirchberg 3 (vor) (Karte)     | 1967 | Luther-Linde 1517–1967, 450 Jahre Reformation, geschichtlich von Bedeutung | 08961693 |
|                                         | Pfarrhaus                                                                          | Kirchberg 5 (Karte)           | Letztes Drittel 19. Jahrhundert | Schlichter Putzbau, ortsgeschichtliche Bedeutung. Zweigeschossig, massiver Bau (5 zu 3 Achsen), Porphyrgewände, profilierte Türbedachung, originale Tür, Kranzgesims, Krüppelwalmdach. | 08961682 |
|                                         | Denkmal für die Gefallenen des Deutsch-Französischen Krieges                       | Kirchberg 9 (bei) (Karte)     | Nach 1871 | Ortsgeschichtlich von Bedeutung. Sandsteinquader mit profiliertem Kranzgesims, darauf obeliskenartiger Aufsatz mit seitlicher Inschrift „Sedan“, Rest verwittert, Marmorplatte: Joh. Friedrich Ahnert, Karl Ernst Martin, Friedr. Ernst Großer, August Ernst Römer. | 08961683 |
| Direkt Bild zu diesem Denkmal hochladen | Mundloch des Auguststolln                                                          | Krumbacher Straße (Karte)     | 1851/1852 | Oberhalb des Krumbachs angelegter Stolln mit mehreren Vortriebstafeln, bergbaugeschichtliche Bedeutung. Übertägiger Aufschluss eines Barytganges. | 08961158 |
| Direkt Bild zu diesem Denkmal hochladen | Seitengebäude eines Dreiseithofes                                                  | Krumbacher Straße 13 (Karte)  | 1. Hälfte 19. Jahrhundert | Obergeschoss Fachwerk, baugeschichtlich von Bedeutung. Erdgeschoss massiv, Porphyrgewände, eines rundbogig, Obergeschoss eine Seite Fachwerk, davon ein Teil brüstungsartig verbrettert, alte Fenster, Rückseite Bruchsteine mit Porphyrgewänden, ein Giebel massiv (ehemalige Durchfahrt). | 08961687 |
| Direkt Bild zu diesem Denkmal hochladen | Wohnstallhaus, zwei Seitengebäude und Scheune eines Vierseithofes                  | Krumbacher Straße 23 (Karte)  | Türsturz bezeichnet mit 1844, Kern Ende 18. Jahrhundert (Wohnstallhaus); 1. Hälfte 19. Jahrhundert (Seitengebäude)                                                           | In ihrer Struktur geschlossen erhaltene Hofanlage in Fachwerkbauweise, baugeschichtlich, wirtschaftsgeschichtlich und ortsbildprägend von Bedeutung. - Wohnstallhaus: Erdgeschoss massiv, Obergeschoss kräftiges Fachwerk, originale Fenstergrößen, ein Giebel massiv, Stall mit Gewölbe, massiver Anbau, Giebeldreieck Schiefer, Dach Schiefer (neu) - Scheune: Giebel massiv, Seiten Fachwerk, Außenseite verbrettert, Krüppelwalmdach sanierungsbedürftig - beide Seitengebäude: Erdgeschoss massiv, Obergeschoss Fachwerk, Giebel verbrettert, Krüppelwalmdach, drei Gebäude im denkmalpflegerischen Sinne saniert | 08961688 |
| Weitere Bilder                          | Meilenstein, später Kilometerstein                                                 | Mittweidaer Straße (Karte)    | Nach 1858 | Königlich-Sächsischer Meilenstein, verkehrsgeschichtlich von Bedeutung. Zurzeit im Bauhof der Gemeindeverwaltung eingelagert. | 09236516 |
| Direkt Bild zu diesem Denkmal hochladen | Obermühle: Mühlenhof bestehend aus Wohnhaus, zwei Seitengebäuden und Scheune       | Mittweidaer Straße 1 (Karte)  | Türsturz bezeichnet mit 1840 (Wohnhaus); um 1840 (Seitengebäude) | Obermühle auch als Seidlermühle bezeichnet, ehemalige Mahl-, Schrot- und Schneidemühle ohne erhaltene Mühlentechnik, das Mühlengebäude zum Wohnhaus umgebaut, entscheidend ortsbildprägender Hof, bau- und ortsgeschichtlich von Bedeutung. - Wohnhaus: Erdgeschoss massiv, Porphyrgewände an Fenstern, Türbedachung mit Zahnschnitt, Türsturz bezeichnet mit „1840 K.G. Seidler“, Obergeschoss Fachwerk, Krüppelwalmdach Schiefer - Stallscheune: Erdgeschoss massiv, Porphyrgewände, Obergeschoss Fachwerk, verschiefert, rückseitig Auffahrt - Scheune: massiv, verputzt, Rückseite Drempel-Fachwerk - Seitengebäude: vier Seiten massiv, gut sanierter Hof - Kartoffelkeller, unterirdischer Mühlgraben und Stauteich keine Denkmale Seit 1779 im Besitz der Familie Seidler. Der Mühlteich diente zur Aufschlagwasserversorgung. Das Wasser reichte jedoch nicht aus, so dass auch ein zweiter Mühlgraben die Mühle mit Wasser versorgte. | 08961691 |
| Direkt Bild zu diesem Denkmal hochladen | Wohnhaus und Seitengebäude                                                         | Mittweidaer Straße 5 (Karte)  | Letztes Drittel 19. Jahrhundert | Schlichter Putzbauz, exponierte Lage an der kurvigen Ortsdurchfahrt, baugeschichtlich von Bedeutung. - Wohnhaus: zweigeschossiger Bau mit Drempel, vier zu zwei Achsen, Putzgliederung, Steingewände, im ersten Obergeschoss Fensterbedachungen, im Giebel Okulus - Seitengebäude: kleiner massiver Bau, ebenfalls mit Putzgliederung | 08961684 |
| Direkt Bild zu diesem Denkmal hochladen | Villa mit Nebengebäude                                                             | Mittweidaer Straße 18 (Karte) | 1902 | Beispiel für Adaption von historisierenden, eher stadttypischen Bauformen im ländlichen Raum, baugeschichtlich von Bedeutung. Unregelmäßiger Grundriss, verputzter Bau mit asymmetrischer Gliederung, renaissancistischer Giebel, Zierfachwerk, hölzernes Eingangshäuschen, Gussgewände, Terrasse. | 08961686 |
| Direkt Bild zu diesem Denkmal hochladen | Nördliches und südliches Seitengebäude sowie westliche Scheune eines Vierseithofes | Oberer Grenzweg 2 (Karte)     | 1. Hälfte 19. Jahrhundert | Alle drei Gebäude in Fachwerkbauweise, in ihrer Struktur erhaltene Hofanlage, baugeschichtlich, heimatgeschichtlich und ortsbildprägend von Bedeutung. - Nummer 1: Erdgeschoss massiv, Obergeschoss drei Seiten Fachwerk, verbrettert - Nummer 2: Erdgeschoss massiv, Obergeschoss Fachwerk, verbrettert, Baukörper lässt auf älteres Baudatum schließen - Scheune: Fachwerkbau mit Drempel, Krüppelwalmdach | 08961718 |
| Direkt Bild zu diesem Denkmal hochladen | Nördliches und westliches Seitengebäude sowie südliche Scheune eines Vierseithofes | Oberer Grenzweg 14 (Karte)    | Um 1800 (westliches Seitengebäude und Scheune); Anfang 19. Jahrhundert (nördliches Seitengebäude)                                                                            | Alle drei Gebäude in Fachwerkbauweise, gute originale Substanz, bau- und heimatgeschichtlich von Bedeutung. - Scheune: alter Keller aus Schiefer (Tonne), Porphyrgewände, Fachwerk mit Lehmziegeln, Einfahrt, originale Tore mit Auffahrt - Seitengebäude (ehemaliges Wohnstallhaus): Erdgeschoss massiv, Porphyrgewände, Obergeschoss drei Seiten Fachwerk, Ladeluke, originale Fenster, Krüppelwalmdach | 08961720 |
| Direkt Bild zu diesem Denkmal hochladen | Straßenbrücke über den Krumbach                                                    | Sandweg (Karte)               | Bezeichnet mit 1881 | Einbogige Brücke aus Schiefer, bau- und technikgeschichtlich von Bedeutung. Einbogige Straßenbrücke aus Naturstein (Schiefer), Schlussstein bezeichnet mit 1881, Krumbach = Ottendorfer Bach. | 08961712 |
| Direkt Bild zu diesem Denkmal hochladen | Wohnhaus                                                                           | Schulstraße 6 (Karte)         | 1. Hälfte 19. Jahrhundert | Bestandteil der älteren Ortsbebauung, baugeschichtlich von Bedeutung. Erdgeschoss massiv, Obergeschoss Fachwerk, verkleidet, sehr kleine Fenster, Dach Schiefer. | 08961702 |
| Direkt Bild zu diesem Denkmal hochladen | Wohnstallhaus                                                                      | Schulstraße 10 (Karte)        | 2. Hälfte 18. Jahrhundert | Obergeschoss Fachwerk, Relikt der Holzbauweise im Ortszentrum, baugeschichtlich von Bedeutung. Erdgeschoss massiv, Porphyrgewände an Tür und Fenstern, Portal korbbogig mit Schlussstein, Obergeschoss drei Seiten Fachwerk, teils verbrettert, teils verschiefert, Giebel und Außenwände Schiefer, originale Fenstergrößen, Krüppelwalmdach. | 08961703 |
| Direkt Bild zu diesem Denkmal hochladen | Ehemaliges Wohnstallhaus                                                           | Unterer Grenzweg 4 (Karte)    | 1. Hälfte 19. Jahrhundert | Baugeschichtlich von Bedeutung, bildprägend durch die erhöhte Lage. Alter Baukörper, Erdgeschoss massiv, Obergeschoss Fachwerk, rundum verkleidet, kleine Fenster, recht steile Dachneigung. | 08961708 |
| Direkt Bild zu diesem Denkmal hochladen | Wohnstallhaus, Seitengebäude und zwei Scheunen eines Vierseithofes                 | Unterer Grenzweg 10 (Karte)   | 1. Hälfte 19. Jahrhundert (Wohnstallhaus); 2. Hälfte 19. Jahrhundert (Stallscheune); 1934 (südliche Scheune)                                                                 | Stattliche, in ihrer Struktur erhaltene Hofanlage in Fachwerkbauweise, baugeschichtlich, heimatgeschichtlich und ortsbildprägend von Bedeutung. - Wohnstallhaus: Erdgeschoss massiv, Obergeschoss Fachwerk, verschiefert - Stallscheune: Erdgeschoss massiv, Obergeschoss Fachwerk, verbrettert, davor Viehwaage - 1. Scheune: großer Baukörper, teils verbrettert - 2. Scheune: Erdgeschoss massiv, Drempel, Fachwerk, Aufstockung (hohes Geschoss) verbrettert, überall originale Fenstergrößen, denkmalgerecht erhalten | 08961694 |
| Direkt Bild zu diesem Denkmal hochladen | Wohnstallhaus und Seitengebäude eines Dreiseithofes                                | Unterer Grenzweg 18 (Karte)   | Türsturz bezeichnet mit 1838 (Wohnstallhaus); Anfang 19. Jahrhundert (Stallscheune)                                                                                          | Beide Gebäude in Fachwerkbauweise, bau- und heimatgeschichtlich von Bedeutung. - Wohnstallhaus: Erdgeschoss massiv, Porphyrgewände, Obergeschoss Fachwerk, Giebel und Außenseite Schiefer, originale Fenstergrößen - Stallscheune: Erdgeschoss massiv, zwei Einfahrten, Obergeschoss recht strebenreiches Fachwerk, alte Fenster, Schieferdeckung | 08961695 |
| Direkt Bild zu diesem Denkmal hochladen | Wohnstallhaus, Seitengebäude und Scheune eines Vierseithofes                       | Unterer Grenzweg 26 (Karte)   | Ehemals bezeichnet mit 1811 (Wohnstallhaus); 1. Drittel 19. Jahrhundert (Scheune); Ende 19. Jahrhundert (Seitengebäude)                                                      | In ihrer Struktur erhaltene Hofanlage mit Fachwerkbauten, bau- und heimatgeschichtlich von Bedeutung. - Wohnstallhaus: Erdgeschoss und Giebel massiv, Obergeschoss Fachwerk, originale Fenstergrößen - Scheune: Fachwerk auf Feldsteinsockel, mehrere Bauphasen - Seitengebäude: Erdgeschoss massiv, Drempel Fachwerk, rückseitig Zufahrt mit Zwerch, originale Fenster | 08961696 |

### Ehemaliges Denkmal (Ottendorf)
| Bild                                    | Bezeichnung    | Lage                 | Datierung | Beschreibung | ID       |
| --------------------------------------- | -------------- | -------------------- | --------- | --- | -------- |
| Direkt Bild zu diesem Denkmal hochladen | Bahnwärterhaus | Am Bahnhof 4 (Karte) | Um 1870   | Klinkerbau, eisenbahngeschichtlich von Bedeutung. Typischer Klinkerbau mit Drempel, hölzernes Eingangshäuschen, Schuppenanbau. Zwischen 2017 und 2023 von der Denkmalliste gestrichen. | 08961700 |

## Tabellenlegende
- Bild: Bild des Kulturdenkmals, ggf. zusätzlich mit einem Link zu weiteren Fotos des Kulturdenkmals im Medienarchiv Wikimedia Commons. Wenn man auf das Kamerasymbol klickt, können Fotos zu Kulturdenkmalen aus dieser Liste hochgeladen werden:
- Bezeichnung: Denkmalgeschützte Objekte und ggf. Bauwerksname des Kulturdenkmals
- Lage: Straßenname und Hausnummer oder Flurstücknummer des Kulturdenkmals. Die Grundsortierung der Liste erfolgt nach dieser Adresse. Der Link (Karte) führt zu verschiedenen Kartendiensten mit der Position des Kulturdenkmals. Fehlt dieser Link, wurden die Koordinaten noch nicht eingetragen. Sind diese bekannt, können sie über ein Tool mit einer Kartenansicht einfach nachgetragen werden. In dieser Kartenansicht sind Kulturdenkmale ohne Koordinaten mit einem roten bzw. orangen Marker dargestellt und können durch Verschieben auf die richtige Position in der Karte mit Koordinaten versehen werden. Kulturdenkmale ohne Bild sind an einem blauen bzw. roten Marker erkennbar.
- Datierung: Baubeginn, Fertigstellung, Datum der Erstnennung oder grobe zeitliche Einordnung entsprechend des Eintrags in der sächsischen Denkmaldatenbank
- Beschreibung: Kurzcharakteristik des Kulturdenkmals entsprechend des Eintrags in der sächsischen Denkmaldatenbank, ggf. ergänzt durch die dort nur selten veröffentlichten Erfassungstexte oder zusätzliche Informationen
- ID: Vom Landesamt für Denkmalpflege Sachsen vergebene, das Kulturdenkmal eindeutig identifizierende Objekt-Nummer. Der Link führt zum PDF-Denkmaldokument des Landesamtes für Denkmalpflege Sachsen. Bei ehemaligen Kulturdenkmalen können die Objektnummern unbekannt sein und deshalb fehlen bzw. die Links von aus der Datenbank entfernten Objektnummern ins Leere führen. Ein ggf. vorhandenes Icon  führt zu den Angaben des Kulturdenkmals bei Wikidata.

## Ausführlicher Denkmaltext
1. ↑  Schubert-Mühle in Krumbach:

Die Schubert-Mühle liegt am südlichen Ortsrand des Waldhufendorfes Krumbach. Über ihre Geschichte ist wenig bekannt. Bis 1956 soll sie ausschließlich mit Wasserkraft, gespeist aus dem Ottendorfer Bach, gearbeitet haben. Danach erfolgte der Antrieb durch einen Elektromotor. 1986 wurde der Mühlenbetrieb eingestellt. Zum Mühlenanwesen gehören mehrere Gebäude, die beidseits der Dorfstraße stehen. Die Hauptgebäude mit Müllerwohnhaus, Mühlengebäude und einer Scheune befinden sich im Süden. Rückwärtig der Gebäude verläuft der die Mühle einst antreibende Ottendorfer Bach. Schon im Äußeren ist den Bauten abzulesen, dass sie unterschiedlichen Zeiten entstammen bzw. durch Umbauten verändert wurden. Das Müllerwohnhaus geht im Kern sehr wahrscheinlich auf das 18. Jahrhundert zurück. Veränderungen am Dachwerk weisen darauf hin, dass der Fachwerkbau ursprünglich etwas kürzer war und ein Satteldach hatte; die Giebelabschlüsse und die zumindest auf der Ostseite klar erkennbare Verlängerung wurden nachträglich ausgeführt. Einzelelemente des massiven Erdschosses wie das Türportal gehören in die Mitte des 19. Jahrhunderts; ob damit auch die Zeit der zuvor genannten Veränderungen benannt ist, muss offen bleiben.

Das Mühlengebäude ist ebenfalls kein einheitlicher Bau, sein unterer Teil ist den Formen der Natursteingliederungen nach ins ausgehende 18. Jahrhundert zu datieren. Wahrscheinlich um 1870/80 erfolgte die Aufstockung in Ziegelmauerwerk. Außer der Radstube auf der Gebäuderückseite zeugt die weitgehende erhaltene Mühlentechnik von der Funktionsweise und den Arbeitsabläufen des Mühlenbetriebs. Im Einzelnen entstammt auch die Mühlentechnik unterschiedlichen Zeiten, wobei die ältesten Teile nicht weiter als ins 19. Jahrhundert zurückgehen. Der Scheunenanbau ist wie die Aufstockung des Mühlengebäudes um 1870/80 zu datieren. Gegenüber, auf der Nordseite der Straße, steht eine weitere Scheune, die wohl um 1850 errichtet wurde. Technologisch stellt sie eine Besonderheit dar, da es sich um ein Beispiel der Kalk-Pisé-Bauweise handelt, ein Verfahren das in Anlehnung an die Lehmstampfbauweise entwickelt und um 1843 in Deutschland zuerst angewendet wurde. In der zweiten Hälfte des 19. Jahrhunderts wurde die Scheune nach Osten hin in Ziegelmauerwerk erweitert.

Der Denkmalwert der Schubert-Mühle in Krumbach, die weitgehend in ihrem historisch gewachsenen Baubestand erhalten ist, ergibt sich aus ihrer bau-, orts- und technikgeschichtlichten Bedeutung. Seit alters sind Mühlen notwendige Einrichtungen der Nahrungsgewinnung und -versorgung, somit dokumentieren historische Zeugnisse des Mühlenwesens wie hier einen wichtigen Bereich des Lebens und Wirtschaftens in der Vergangenheit. In der Bauform und technischen Ausstattung veranschaulicht sich ihre frühere Funktionsweise, in diesem Fall einer ehemaligen Wassermühle. Zudem verweisen Mühlen und ihre einstigen Betreiber – für Krumbach ist außer der Schubert-Mühle eine weitere Mühle belegt – auf die Ortsentwicklung, u. a. die Sozialstruktur betreffend, sodass sich daraus ortsgeschichtliche Aussagewerte ergeben. Bei diesem Objekt ist überdies die besondere Bautechnik (Kalk-Pisé-Bauweise) der nördlichen Scheune hervorzuheben, die im regionalen Rahmen Mittelsachsen eine Seltenheit darstellt.